# Косинское сельское поселение (Зуевский район)
Косинское сельское поселение — муниципальное образование в составе Зуевского района Кировской области России.
Центр — посёлок Косино.

## История
1 января 2006 года в соответствии с Законом Кировской области от 07.12.2004 № 284-ЗО образовано Косинское городское поселение, в него вошёл посёлок городского типа Косино и 2 сельских населённых пункта.
Законом Кировской области от 28 апреля 2012 года № 141-ЗО Косинское городское поселение преобразовано в Косинское сельское поселение.

## Население
| 2009  | 2010  | 2011  | 2012  | 2013  | 2014  | 2015  |
| ----- | ----- | ----- | ----- | ----- | ----- | ----- |
| 2383  | ↘1849 | ↘1787 | ↘1773 | ↘1691 | ↘1672 | ↘1619 |
| 2016  | 2017  | 2018  | 2019  | 2020  | 2021  |       |
| ↘1568 | ↘1496 | ↘1477 | ↘1403 | ↘1352 | ↗1355 |       |

## Состав сельского поселения
В состав поселения входят 3 населённых пункта:
| № | Населённый пункт | Тип населённого пункта          | Население |
| - | ---------------- | ------------------------------- | --------- |
| 1 | Кокоренцы        | деревня                         | 2         |
| 2 | Косино           | посёлок, административный центр | ↘1795     |
| 3 | Торфопредприятие | посёлок                         | 52        |